# Rio Berdan

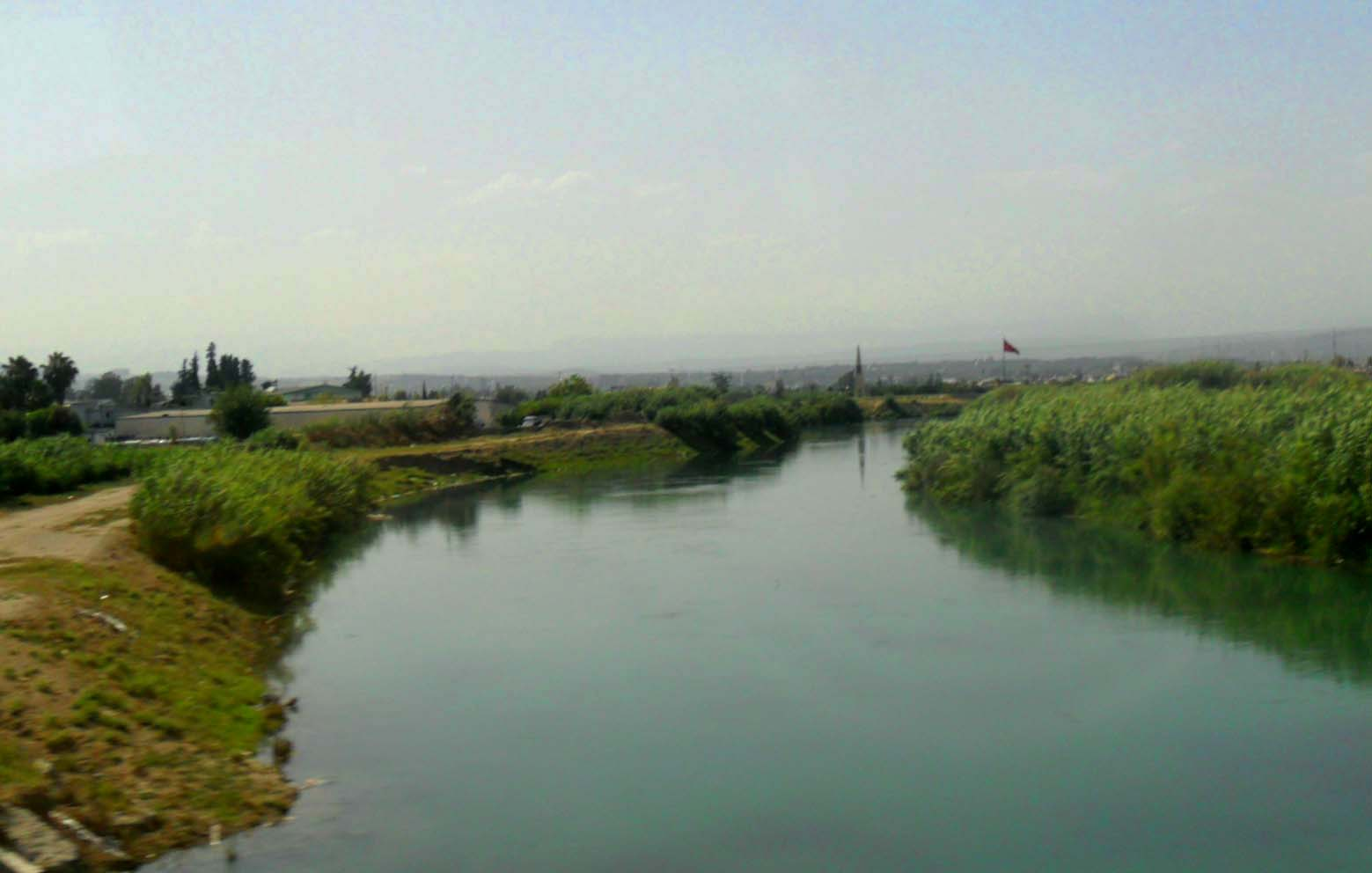
Rio Berdan visto do sul

Berdan (também Baradān ou Baradā), antigo Cídno (em grego clássico: Κύδνος), é um rio na província de Mersim, no sul da Turquia. A cidade histórica de Tarso fica às margens do rio e, por isso, às vezes é chamado de rio Tarso. Originalmente, o curso d'água passava diretamente pela cidade, mas o trecho em Tarso foi alterado para seu curso atual no século VI. O rio também abriga a Cachoeira de Tarso.

## Geografia
As principais nascentes estão nos Montes Tauro. Há dois afluentes principais: Kadıncık e Pamukluk (seus cursos superiores são chamados de Cehennem Deresi). O comprimento total do rio é de 124 quilômetros (incluindo o Kadıncık). Embora o rio seja relativamente curto, a vazão média é de 42 metros cúbicos por segundo, superior à da maioria dos rios curtos da região. A bacia hidrográfica cobre 1.592 quilômetros quadrados. A bacia hidrográfica cobre 1.592 quilômetros quadrados, com o rio desaguando no Mar Mediterrâneo. Ao norte de Tarso, há uma cachoeira no rio que é usada como área de piquenique entre os moradores da cidade.

## História
Na mitologia grega, a jovem Comaetho da Cilícia se apaixonou pelo deus-rio Cídno. A deusa Afrodite então a transformou em uma fonte, e a ninfa se uniu ao seu amado para sempre.
Cleópatra navegou o curso de água do antigo rio Cídno e conheceu Marco Antônio a bordo de seu barco Talêmego.